# Kaspar Taimsoo
Kaspar Taimsoo, estonski veslač, * 30. april 1987, Viljandi.
Taimsoo vesla za Viljandi Sõudeklubi (Veslaški klub Viljandi).
Taimsoo je v mednarodni konkurenci prvič nastopil na Mladinskem svetovnem prvenstvu  2004, kjer je v dvojnem dvojcu osvojil 14. mesto. Leta 2005 je osvojil bronasto medaljo v enojcu na Mladinskem svetovnem prvenstvu v Brandenburgu.
Na svetovnih prvenstvih je prvič nastopil leta  2007, ko je v  Münchnu nastopil v dvojnem četvercu skupaj z Allarjem Rajo, Igorjem Kuzminom in Vladimirjem Latinom. Estonski čoln je tam osvojil osmo mesto. Z isto ekipo je isto leto nastopil tudi na evropskem prvenstvu v Poznanu, kjer je čoln končal na petem mestu. 
Taimsoo je na OI prvič nastopil leta 2008 v Pekingu, kjer je veslal v enaki postavi dvojnega četverca. Čoln je bil v svoji predtekmovalni skupini četrti in se je uvrstil v repesaž, v katerem je zmagal. v polfinalu so se estonci uvrstili na četrto mesto in se niso uspeli uvrstiti v finale A. V finalu b so tako osvojili tretje mesto, kar je skupno pomenilo uvrstitev na 9. mesto. 
Čoln je nato na regati Henley osvojil Queen Mother Challenge Cup. 
Septembra 2008 je Kapar Taimsoo na evropskem prvenstvu z Vladimirjem Latinom v dvojnem dvojcu osvojil srebrno medaljo. Svojo prvo zlato medaljo je nato Taimsoo osvojil na Evropskem prvenstvu 2009 v Brestu. 
Leta 2009 je nato v dvojnem dvojcu z Allarjem Rajo na svetovnem prvenstvu osvojil svojo prvo medaljo na svetovnih prvenstvih. V Poznanu sta bila Estonca tretja.

## Svetovni pokal
| Leto | Disciplina       | Končna uvrstitev | Razred          |
| ---- | ---------------- | ---------------- | --------------- |
| 2007 | Linz, Avstrija   | 22. mesto        | dvojni dvojec   |
| 2007 | Lucern, Švica    | 11. mesto        | dvojni četverec |
| 2008 | Munich, Germany  | 7. mesto         | dvojni četverec |
| 2008 | Poznan, Poljska  | 7. mesto         | enojec          |
| 2009 | München, Nemčija | 5. mesto         | dvojni dvojec   |
| 2009 | Lucern, Švica    | 3. mesto         | dvojni dvojec   |